# Anthony Melnikas
Anthony J. Melnikas, eigentlich Antanas Melnikas, (* 20. Januar 1927 in Kaunas, Litauen; † 14. April 2005 in Columbus, Ohio) war ein amerikanischer Kunsthistoriker.
Anthony Melnikas studierte Kunstgeschichte an der Universität Pisa und den Kunstakademien in Florenz und Rom. Er ging anschließend in die USA, wo er an der Wayne State University studierte (M.A.) und 1961 an der University of Michigan mit einer Dissertation über Gentile da Fabriano promoviert wurde. Er wurde Professor für Kunstgeschichte an der Ohio State University. Sein Forschungsgebiet waren die Miniaturen in mittelalterlichen Handschriften des Decretum Gratiani.
Bekannt wurde er, als er 1995 versuchte, von ihm aus einer Handschrift der Vatikanischen Bibliothek gestohlene Seiten in den USA zu verkaufen. Er wurde verhaftet und 1996 zu vierzehn Monaten Gefängnis verurteilt.

## Veröffentlichungen
- Gentile da Fabriano. The Origins and Development of his Style. PhD dissertation, University of Michigan, Ann Arbor 1961.
- The Corpus of the Miniatures in the Manuscripts of the Decretum Gratiani (= Studia Gratiana, Bd. 16–18). Rom 1975.
  - Rezension Carl Nordenfalk, in: Zeitschrift für Kunstgeschichte 43, 1980, S. 318–337.